# Magnus Wassén
Sten Magnus Wassén (1 de setembro de 1920 — Gotemburgo, 23 de junho de 2014) foi um velejador sueco, medalhista olímpico. Ele competiu nos Jogos Olímpicos de Verão de 1952 na classe 5.5 Metre e conquistou a medalha de bronze a bordo do Hojwa, ao lado de Folke Wassén e Carl-Erik Ohlson. Durante toda sua carreira profissional, foi membro da Göteborgs Kungliga Segelsällskap.